# Ermita de San Antonio (Castellnovo)
La Ermita de San Antonio de Pádua sita en el término municipal de Castellnovo, en la comarca  del Alto Palancia (Provincia de Castellón, España), se sitúa hacia el norte de la población, comenzando las estribaciones de la Sierra del Espadán, sobre el Cerro de San Cristóbal,  a unos 428 m de altitud cercana a la ermita de San Cristóbal. Se ubica junto a una explanada con vistas panorámicas en un amplio mirador abalconado, que además tiene una cisterna para recoger las aguas pluviales.
Se trata de una ermita católica, catalogada como Bien de Relevancia Local, con código identificativo 12.07.039-004, según consta en la Dirección General de Patrimonio Artístico de la Generalidad Valenciana.

## Descripción
Se trata de un pequeño edificio datado en el siglo XVII (1724) y reformado en 1977, de mampostería con revoque, con tejado a dos aguas  y aleros, recubierto de teja cerámica. La puerta de acceso presenta dintel  con  pórtico y en el lado del evangelio se alza una pequeña torre con una espadaña  rematada con teja empotrada con una inscripción de 1884,  una cruz de forja y una pequeña campana.
El edificio presenta planta rectangular de dos tramos  con bóveda de cañón con lunetos semicirculares.
Interiormente presenta una decoración a base de  pilares con los cuales se mantiene una cornisa lisa que recorre el interior.
En el testero, sobre la mesa que hace de altar y detrás de ella hay en la pared una hornacina donde se encuentra una talla barroca,  original del siglo XVIII de San Antonio de Pádua con el niño Jesús en brazos.  Su fiesta se celebra el 17 de enero, con grandes hogueras, celebraciones populares y exquisita gastronomía, y como no puede faltar por esta comarca, la fiesta acaba con tientas de vaquillas y toro "embolado".